# Синята история
„Синята история“ (на английски: Blue Story) е британска музикална криминална драма от 2019 г., написана и режисирана от Рапман (Андрю Онвуболу) чрез медиума на рапа и участват Стивън Одубола, Мишел Уорд, Ерик Кофи-Абрефа, Кали Бест, Карла-Симоне Спенс, Ричи Кемпбъл, Джо Мартин и Джуниър Афолаби Салокун.
Филмът е пуснат във Великобритания на 22 ноември 2019 г. и по-късно е пуснат в САЩ на 5 май 2020 г., след оригиналната дата 20 март е отменена по време на пандемията от COVID-19.